# Seedorf (Notabelnfamilie)

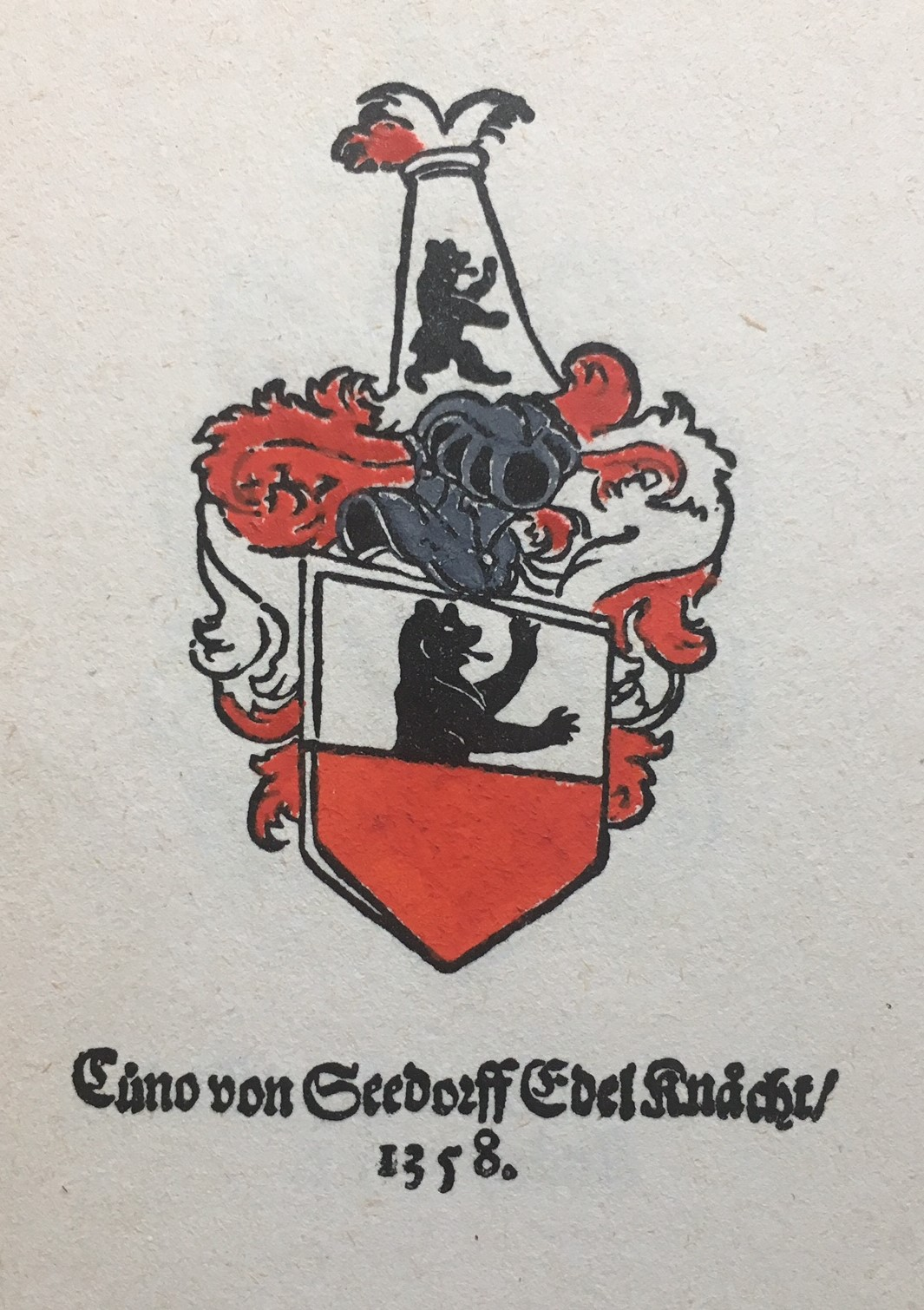
Wappen Cuno von Seedorf (1612)

Die Familie von Seedorf war eine Berner Notabelnfamilie, die seit spätestens 1250 das Burgerrecht der Stadt Bern besass und vor 1400 im Mannsstamm erlosch.

## Geschichte
Die von Seedorf dürften aus dem bernischen Seedorf stammen. Unklar ist, wie den Seedorf der Aufstieg zu einer der vermögendsten Familien Berns gelingen konnte. Angehörige des Geschlechts erwarben in der zweiten Hälfte des 13. Jahrhunderts zahlreiche Güter in Frienisberg, Lyss, Schüpfen, Büetigen, Iffwil, Rüfenacht, Trimstein und Wichtrach. Die Brüder Peter und Kuno wurden beide Schultheiss von Bern.
Das Geschlecht von Seedorf ist nicht mit der Familie des in Moosseedorf ab 1242 kyburgischen Ministerialen Ulricus miles de Sedorf mit dem Beinamen Moser zu verwechseln.

## Personen
- Heinrich von Seedorf († 1284), Konverse von Kloster Frienisberg, Wohltäter der Klöster Frienisberg, Interlaken und Münchenbuchsee
- Mechthild von Seedorf, Stifterin
- Peter von Seedorf, Schultheiss von Bern 1354/55, Landvogt zu Aarberg 1358, Schultheiss von Thun 1374
- Kuno von Seedorf († vor 1396), Schultheiss von Bern
- Anna von Seedorf, Meisterin des Klosters im Reuental
- Agnes von Seedorf, Meisterin des Beginenhauses der Oberen Samnung

## Wappen
Das Wappen derer von Seedorf ist geteilt von Silber, mit einem wachsenden schwarzen Bären, und von Rot. Das Wappen ist spätestens seit 1377 überliefert.